# Umayado
Il principe Umayado  (厩戸皇子?, Umayado no ōji), noto anche come Shōtoku Taishi  (聖徳太子?, Taishi Shōtoku) (574 – 621-622) è stato principe ereditario del Giappone nonché reggente (摂政?, Sesshō) della zia, l'imperatrice Suiko, dal 593 fino alla morte.
Altri suoi nomi furono principe Toyotomimi e principe Kamitsumiya. Fu uno dei leggendari saggi del Giappone e si rese promotore di quelle riforme che cambiarono il volto del paese nel periodo di transizione tra l'era antica e quella classica.
Viene tuttora venerato per il ruolo che ebbe nella diffusione del Buddhismo nel paese, ed è considerato protettore della famiglia imperiale, del Giappone e del Buddhismo stesso. Tra i vari religiosi che affermarono di essersi ispirati al principe Shōtoku, ci fu il monaco Saichō.

## Biografia
Era il primo figlio dell'imperatore Yomei e dell'imperatrice consorte Anahobe no Hashihito. I suoi genitori erano entrambi figli dell'imperatore Kinmei, di madre diversa. Quando Yomei morì nel 587, Umayado aveva tredici anni.

### Le lotte per il potere tra i nobili di corte
Da alcuni decenni si era scatenata una lotta per il potere tra i diversi clan della corte di Yamato, che aveva unificato sotto le sue insegne il paese. La disputa aveva anche connotati religiosi, con il tentativo da parte di alcune famiglie di introdurre a corte il Buddhismo, avversato dai clan legati alla tradizione shintoista.
Le famiglie che si distinsero in tale scontro furono:
- Il clan Soga, che era il maggior sostenitore del Buddhismo, il cui capo Soga no Umako era zio di Umayado e si fregiava del titolo di "grande ministro" (臣?, Ōomi)
- Il clan Mononobe, che controllava l'esercito ed era fedele alla tradizione Shinto, era il più agguerrito rivale dei Soga.[2]
- Il clan Nakatomi, maestri delle cerimonie Shinto di corte ed alleati dei Mononobe.

Nel corso dei regni degli imperatori Kinmei, Bidatsu e Yomei, la lotta tra i tre clan si accentuò e, alla morte di Yomei, si arrivò allo scontro armato nella battaglia di Shigisan, nella quale le armate condotte da Soga no Umako sbaragliarono le forze nemiche, provocando la morte dei capi dei clan Mononobe e Nakatomi. Fu l'inizio del periodo che vide i Soga dominare la scena politica del Giappone, che si sarebbe protratto fino al 645. Umayado, malgrado la giovane età, divenne subito il maggior collaboratore di Umako, che gli affidò incarichi di grande importanza.

### Adozione del Buddhismo a corte ed ascesa di Umayado
Umako e Umayado fecero arrivare progettisti e carpentieri specializzati in edilizia sacra e fecero costruire maestosi complessi templari buddhisti, tra i quali il celebre Asukadera nella capitale Asuka kyō, nell'odierna Prefettura di Nara; nelle fondamenta di un pilastro del tempio principale vennero sepolte, il 15 gennaio 593, alcune sacre Reliquie del Buddha. Il nuovo imperatore Sushun fu posto sul trono da Umako, che ne dispose a piacimento fino al punto di farlo uccidere quando questi si ribellò dopo 5 anni di regno.
Alla morte di Sushun, gli succedette la sorellastra Nukatabe, che era nipote di Umako e zia di Umayado. Divenne imperatrice con il nome Toyomike Kashikiya Hime no Mikoto, mentre il nome Suiko le sarebbe stato dato postumo. Diede in moglie a Umayado la propria figlia principessa Udonokaidako e lo nominò principe ereditario.
Soga no Umako le affiancò l'anno dopo come reggente lo stesso Umayado. Ebbe inizio un periodo di pace e prosperità per il Giappone e per la sua corte, logorata da decenni di lotte intestine fra i suoi clan.

### Trasformazione del paese
L'unità di intenti tra Soga no Umako, Suiko ed Umayado portò ad una serie di  eventi epocali che avrebbero trasformato il Giappone in un paese moderno, allineandolo ai grandi stati del continente sotto ogni profilo. In qualità di reggente, Umayado inviò una delegazione in Cina. Una volta tornati, gli ambasciatori portarono con sé nuovo materiale per la diffusione del Buddhismo ed i frutti dei loro studi in campo letterario, fu di questi tempi l'adozione a corte dei caratteri cinesi per la scrittura. Furono inoltre importati dal continente princìpi di organizzazione politica, di architettura, di urbanistica, eccetera.
Fu costruito il grande complesso templare buddhista Shitennō-ji (四天王寺?), tuttora uno dei più famosi del paese, nei pressi del porto imperiale di Naniwa, l'odierna Osaka, per dimostrare ai visitatori d'oltremare lo splendore della corte e del paese intero. Attorno ai templi ebbero sede le nuove quattro istituzioni (四箇院?, Shika-in), che avevano lo scopo di innalzare il livello di civilizzazione del paese: il Kyōden-in (istituto per la religione e l'istruzione), l'Hiden-in (istituto di assistenza sociale), il Ryōbyō-in (ospedale), ed il Seiyaku-in (farmacia). In seguito, sarebbero stati costruiti altri templi importanti, tra cui l'Hōryū-ji, eretto nei territori della famiglia di Umayado a Ikaruga, che in alcune parti originarie rappresenta il più antico edificio ligneo al mondo.
Uomo di grande cultura, Umayado riorganizzò la società secondo criteri ispirati al confucianesimo, assegnando i più alti ranghi della gerarchia in base ai meriti, e non più in base alle discendenze familiari. Nel 604 stilò la costituzione di 17 articoli, che fissava i codici di comportamento di governanti e sudditi nell'ambito di una società buddhista, e che sarebbe rimasta in vigore fino al 1890. Vennero inoltre rafforzati i legami con i feudi lontani, concedendo terre ed un margine di autonomia ai signori di tali feudi.
Allo scopo di formare la nuova classe dirigente, inviò diplomatici e studenti alla corte dei regnanti Sui cinesi, che approvarono il suo operato e riconobbero la sovranità dello Stato giapponese.

### Opere letterarie
Il principe Shōtoku fu, assieme all'imperatore Tenji, la personalità di maggiore spicco nel campo delle lettere nel periodo Asuka (538-710).
Buona parte delle notizie che lo riguardano sono riportate negli Annali del Giappone (日本紀?, Nihongi o Nihonshoki), redatti intorno al 720, all'inizio del periodo Nara (710-784). Nel primo dei 30 libri in cui è strutturata l'opera, vengono attribuite a Shōtoku le stesure del Jūshinchijō no Kempō e del Sangyōgisho. Quest'ultimo racchiude i commenti a tre testi sacri del Buddhismo Mahāyāna: lo Hokkekyōgisho (commento del Sutra del Loto); lo Shōmangyōgisho (commento del Sutra del ruggito del leone rivolto alla regina Srimala-devi); lo Yuimakyōgisho (commento al Vimalakīrti Nirdeśa Sūtra).
Celebre fu una sua missiva di risposta ad un messaggio ricevuto nel 605 dal nuovo imperatore cinese Sui Yangdi. In tale lettera, spedita nel 607, il principe Shōtoku mise sullo stesso piano il relativamente nuovo Stato giapponese con il millenario Impero cinese. In tale occasione fu inoltre ufficialmente scritto per la prima volta il nome Giappone, che significa l'origine del sole (日本?, Nihon). Il testo del messaggio di Shōtoku comprendeva la seguente frase:
"Dal sovrano della terra dove ha origine il sole (nihon/hi izuru) al sovrano della terra dove termina il sole."

### La morte
Il principe Umayado morì nel 622, sei anni prima della zia, l'imperatrice Suiko. Alcune fonti riportano che il luogo in cui fu sepolto si trova a Shinaga, nell'antica Provincia di Kawachi, l'odierna parte sud-orientale della Prefettura di Osaka.